# Lębork
Lębork (dříve nazývané Lewino, Łebno, kašubsky Lãbórg či Lãbórch, německy Lauenburg in Pommern) je okresní město v okrese Lębork v Pomořském vojvodství v severním Polsku. Nachází se na řece Łeba a jejich přítocích Okalica a Kisewa (úmoří Baltského moře). V roce 2024 zde žilo 33 865 obyvatel.

## Historie
Archeologické nálezy potvrzují pobyt pravěkých lidí v Lęborku již v 9. tisíciletí před Kristem. Pozdější Lębork vznikl na místě dřívější slovanské osady Łebno z 10. století. Řád německých rytířů místo později přejmenoval na Lewin a Lewinburg. Historicky bylo místo střídavě pod polským a německým vlivem. Po druhé světové válce, byl Lębork opět polský. V letech 1945 až 1975 bylo město součástí dnes již neexistujícího Gdaňského vojvodství a podobně v letech 1975 až 1998 bylo město součástí dnes již neexistujícího Słupského vojvodství.

## Geologie a geografie
Město se nachází na pískovém a štěrkovém podloží s lokálními rašelinovými a jílovcovými oblastmi dominantně utvářenými během posledního doby ledové a řekou Łeba a jejími přítoky. Nejnižším geografickým bodem města je řeka Łeba u severní hranice města (cca 15 m n. m.). Nejvyšším geografickým bodem města Lębork jsou jižní kopce města (cca 108,8 m n. m.).

## Další informace
Ve městě se nacházejí pozůstatky středověkých hradeb, věží a hradu. Také je zde vlakové nádraží.